# کیسیا
کیسیا (به انگلیسی: Cissia و به یونانی: Κισσία) در دوران هخامنشیان یک منطقه بسیار حاصلخیز در سوزیانا (خوزستان) بود، که بر روی رود کرخه قرار داشت. به گفته هرودوت، ساکنان کیسیا، مردمی وحشی و آزاد بودند و از نظر رفتار به پارسیان شباهت داشتند.
هرودوت و دیگر نویسندگان یونان باستان گاهی اوقات به منطقه اطراف شوش به عنوان کیسیا "Cissia" اشاره می‌کردند، که شکل دیگری از نام کاسی‌ها است.

## تاریخ
در زمان‌های قدیم کیسیا تحت سلطه تیگلات پیلسسر سوم حاکم آشوری قرار گرفت.
هنگامی که شورش ایونی‌ها سرانجام با پیروزی پارسیان در نبرد لاده در هم شکست، داریوش بزرگ شروع به برنامه‌ریزی برای تسخیر یونان کرد. در سال ۴۹۰ پیش از میلاد، او یک نیروی دریایی تحت فرمان داتیس و آرتافرنه در سراسر دریای اژه ارسال نمود که توانستند به انقیاد در سیکلادها را به انقیاد خود در بیاورند و سپس به حملات تنبیهی در آتن و ارتریا پرداخت. پس از رسیدن به اوبیا در اواسط تابستان، پس از یک کارزار موفق در اژه، ایرانیان اقدام به محاصره ارتریا کردند. محاصره شش روز طول کشید تا ستون پنجم اشراف ارتریا در شهر به پارسیان خیانت کردند. شهر غارت شد و مردم به فرمان داریوش برده شدند. اسیران اریتری سرانجام به ایران برده شدند و به عنوان مستعمره در کیسیا، در روستای آردریکا مستقر شدند.
داریوش بزرگ برخلاف تصور ارتریا، با آنها مهربانانه رفتار کرد و روستایی در سرزمین کیسیا به آنها اعطا کرد که بیشتر از یک روز از شوش فاصله نداشت.
هرودوت امپراتوری هخامنشی را به ۲۰ ناحیه تقسیم کرد. به گفته وی، شوش و مناطق اطراف آن، کیسیا، ۳۰۰ تالنت خراج پرداخت کردند.